# Ауди А3
Ауди А3 је компактни аутомобил који производи немачка фабрика аутомобила Ауди. Производи се од 1996. године тренутно у трећој генерацији. Освојио је неколико награда, а најважнија је награда из 2014. када је трећа генерација проглашена за Светски аутомобил године (World Car of the Year).

## Историјат
Први пут се појавио 1996. године на салону аутомобила у Франкфурту. Модел А3 је означио улазак немачког премијум бренда у категорију компактних хечбек аутомобила. Дели заједничку основу са Фолксваген голфом, Шкодом октавијом и Сеат леоном. Прве две генерације су биле засноване на Volkswagen Group A платформи, а трећа на Volkswagen Group MQB platform. Откако је представљен, продано је преко четири милиона јединица.

### Прва генерација, тип 8L (1996–2003)
Ауди А3 означава повратак Аудија у производњу мањих аутомобила након пропасти Аудија 50 1978. године. Био је први модел Фолксваген групације који је користио PQ34 или A4 платформу, имајући сличности са голфом четворком, која долази годину дана касније. У почетку је био доступан само са троје врата, представљајући спортски имиџ у односу на голфа, са погоном на предњим или на сва четири точка. Мотори су били редни четвороцилиндрични и попречно постављени. Након Аудија А4, А3 је други модел који користи пет вентила по цилиндру.
Две године након премијере, 1998. године, уследила је верзија са погоном на сва четири точка звана quattro верзија. 1999. представљена је варијанта са петоро врата. Исте године представљена је спортска варијанта S3, која је имала 1.8 литарски четвороцилиндрични турбобензинац од 210 КС.
Редизајном из 2000. године, А3 је добио модернији изглед предњих и задњих светала, као и снажније моторе. Прва генерација је замењена у Европи 2003. године, а производња у Бразилу је трајала до 2006. године.
- 1996–2000 5 врата
- 1996–2000 3 врата
- 2000–2003 5 врата
- 2000–2003 5 врата
- 2000–2003 3 врата
- 2000–2003 унутрашњост

### Друга генерација, тип 8P (2003–2012)
Друга генерација је представљена 2003. године, која је као и претходна уско повезана са голфом, али петом генерацијом. А3 са голфом 5 дели многе компоненте. Користи PQ35 платформу као и голф V, октавија II, леон II и Ауди ТТ друге генерације. Каросеријски постоје три варијанте, са троја врата, од септембра 2004. појављује се са петоро врата као sportback и као новина од марта 2008. на тржишту се појављује кабриолет са платненим кровом са четири седишта.
У овој генерацији су отклоњени технички проблеми који су пратили претходну. Преузима све особине прве генерације као што су висок квалитет израде, високу безбедност и одличне моторе. Два пута је редизајниран, 2005. и 2008. године. Први пут је редизајн урађен чисто козметичке природе, најпрепознатљивија је велика решетка хладњака. Код другог редизајна освежен је предњи део аутомобила и унутрашњост.
Године 2003. на Euro NCAP тестовима судара, добио је четири од могућих пет звездица за безбедност путника и три за безбедност деце. Спортска верзија S3 представљена је 2006. године. Имао је 2.0 литарски TFSI бензински турбомотор од 265 КС и кватро погоном (погон на свим точковима, али само у одређеним ситуацијама). 2008. појављује се верзија S3 sportback.
Понуђен је велики број погонских агрегата. Бензински мотори су 1.2 TSI (105 КС), 1.4 TFSI (125 КС), 1.6 (102 КС), 1.6 FSI (115 КС), 1.8 TFSI (160 КС), 2.0 FSI (150 КС), 2.0 TFSI (200 и 265 КС), 2.5 TFSI (340 КС) само модел RS3 и 3.2 FSI V6 (250 КС). Дизелски мотори су 1.6 TDI (90 и 105 КС), 1.9 TDI (105 КС) и 2.0 TDI (140 и 170 КС).
- 2003–2008 sportback
- 2003–2008 3 врата
- 2003–2008 унутрашњост
- 2008–2010 sportback
- 2008–2010 sportback
- 2008–2010 3 врата
- 2008–2010 cabriolet
- 2008–2010 унутрашњост
- 2010–2013 sportback
- 2010–2013 sportback
- 2010–2013 3 врата
- 2010–2013 cabriolet

### Трећа генерација, тип 8V (2012–2020)
Трећа генерација је представљена марта 2012. године на салону аутомобила у Женеви, а у продајне салоне је стигла септембра исте године, када је представљен и модел са петоро врата – sportback. Годину дана касније по први пут појављује се А3 у седан верзији и серијски модел са погоном на метан A3 g-tron. Још један новитет је представљен 2014. године у виду модела e-tron, односно плаг-ин хибридна верзија, која дели механику и електронику са голфом GTE и пасатом GTE. На сајму у Паризу 2016. године А3 седан добио је најјачу екстремну верзију RS3 седан. Поседује један од најснажнијих петоцилиндричних мотор на свету са 2.5 литара запремине и 400 КС.
А3 треће генерације је прво возило у групацији које користи модуларну Volkswagen Group MQB платформу. Има агресивнији изглед од претходне генерације, захваљујући новом дизајну фарова и маске хладњака. Од претходне верзије је шири за 12 мм, а међуосовинско растојање је веће за 23 мм. Капацитет пртљажног простора је 365 литара код верзије са троје врата док у sportback верзији износи 380 литара. Задњи део је потпуно измењен.
На Euro NCAP тестовима судара 2012, добио је максималних пет звездица за безбедност. Крајем 2016. урађен је редизајн, најважније стилске промене односе се на предњи део возила.
Од погонских јединица, уграђују се бензински мотори од 1.2 TFSI (105 КС), 1.4 TFSI (125 и 150 КС), 1.8 TFSI (180 КС), 2.0 TFSI (223 и 300 КС) и 2.5 TFSI (367 КС) и дизел мотори од 1.6 TDI (105 КС) и 2.0 TDI (150 и 184 КС).
- 2013–2016 sportback
- 2013–2016 sedan
- 2013–2016 cabriolet
- 2013–2016 унутрашњост
- 2016–2020 sportback
- 2016–2020 sportback
- 2016–2020 sedan
- 2016–2020 унутрашњост

### Четврта генерација, тип 8Y (2020–)
Нови А3 је представљен на мрежи 2020.
Нови стил ентеријера и екстеријера је у великој мери инспирисан Ламборгинијем, ЛЕД фаровима и задњим светлима, са опцијом матрик и ласерских ЛЕД фарова. Дели MQB evo платформу са другим Ауди моделима, као и са Фолксваген голфом 8, Сеатом леон и Шкодом октавијом.
Он је 3 центиметра дужи и шири у поређењу са претходним моделом, док је дужина међуосовинског растојања остала иста, пртљажник је 380 литара са подигнутим седиштима и 1200 литара са обореним седиштима.
На Euro NCAP тестовима судара 2020, добио је максималних пет звездица за безбедност.
Од погонских јединица, уграђују се бензински мотори од 1.2 TFSI (110 КС), 1.5 TFSI (150 КС) и дизел мотори од 2.0 TDI (115 и 150 КС).
- sportback
- sedan
- унутрашњост

## Награде и признања
- 2014. – Светски аутомобил године
- 2013. – What Car? компакт године
- 2013. – What Car? аутомобил године
- 2006. – Јужноафрички аутомобил године
- 2000. – Бразилски аутомобил године
- 1997, 1999, 2000. – Auto Motor und Sport награда анкете читалаца Best Car
- 1997. – Autozeitung награда Auto Trophy
- 1996. – Bild am Sonntag награда Golden Steering Wheel